# Ronde van Frankrijk 1982
De 69e editie van de Ronde van Frankrijk ging op 2 juli 1982 van start in het Zwitserse Bazel en voerde via België, Bretagne, Bordeaux, de Pyreneeën en de Franse Alpen tegen de klok in naar de Champs-Élysées in Parijs, waar de wielerwedstrijd op 25 juli 1982 eindigde.
De 27-jarige Fransman Bernard Hinault won zijn vierde Ronde en heeft nog één eindoverwinning nodig om gelijk te komen met recordhouders Eddy Merckx en Jacques Anquetil. Een trio Nederlanders; Joop Zoetemelk, Johan van der Velde en Peter Winnen, legde beslag op de plaatsen 2, 3 en 4. De Australiër Phil Anderson, die in 1981 al een dag in de gele trui reed, voerde negen etappes het tussenklassement aan. Hij werd uiteindelijk vijfde en won het jongerenklassement.

## Verloop
Bernard Hinault boekte in Bazel voor het derde achtereenvolgende jaar de overwinning in de proloog. De gele trui raakte hij echter een dag later alweer kwijt aan de Belg Ludo Peeters, die de eerste rit won met een halve minuut voorsprong op het peloton. Peeters raakte op zijn beurt de trui weer een dag later kwijt aan de Australiër Phil Anderson, die inclusief bonificaties ruim een minuut won op favoriet Hinault.
Anderson zou zijn leiderspositie pas na de tiende etappe moeten afstaan aan Hinault. Een ploegentijdrit die gepland was als vijfde etappe moest worden afgeblazen nadat de eerst vertrokken teams onderweg werden tegengehouden door demonstrerende arbeiders van de met sluiting bedreigde staalfabriek Usinor in Denain. Hierop werd besloten de negende etappe in tweeën te hakken, met in de ochtenduren de eerder afgeblazen ploegentijdrit (gewonnen door TI-Raleigh) en in de middag een rit van 138 kilometer naar Nantes (etappewinst voor de Zwitser Stefan Mutter). Een opmerkelijk voorval vond plaats in de achtste etappe naar Châteaulin, die werd afgesloten met twaalf omlopen van 6,7 kilometer. Vluchter Régis Clère had zoveel voorsprong dat hij bijna in het peloton terechtkwam dat op een ronde achterstand koerste. Hij redde het net niet en werd uiteindelijk zelfs ingelopen.
Hoewel hij de tijdrit rond Valence d’Agen met 18 seconden verschil van Gerrie Knetemann verloor, kon Hinault na deze etappe toch de gele trui weer aantrekken. De eerste bergetappe in de Pyreneeën was een prooi voor de Ierse sprinter Sean Kelly, die de sprint won van een kopgroep van 18 personen met vrijwel alle favorieten. Een dag later was het de beurt aan de Zwitser Beat Breu, die alleen aankwam op Le Pla d'Adet. In het klassement had Hinault inmiddels een voorsprong van ruim drie minuten op Anderson en 4'31" op Joop Zoetemelk. In de tijdrit die volgde bouwde Hinault de voorsprong alleen maar uit.
De tijdrit was dit jaar de enige etappe tussen de Pyreneeën en de Alpen. De drie volgende bergritten werden gewonnen door Pascal Simon (die samen met Pierre-Henri Mentheour de hele dag in de aanval was), opnieuw Breu (in de rit naar l'Alpe d'Huez) en Peter Winnen, die in de rit naar Morzine zijn landgenoot Johan van der Velde met een halve minuut voorbleef en naar een derde plaats in het klassement steeg. In de tijdrit die twee dagen later plaatsvond, wist Van der Velde echter genoeg tijd op Winnen te pakken om de derde plaats over te nemen. De voorlaatste rit was voor de Belg Daniel Willems, die net als in 1981 twee etappezeges boekte. Dankzij de laatste winst klom hij van een tiende naar een zevende plek in het klassement. In de slotetappe naar de Avenue des Champs-Élysées in Parijs liet Hinault, geprikkeld door kritiek in de Franse media over zijn weinig spectaculaire manier van rijden, zien dat hij ook sprintend met de besten meekon. Hij won de etappe door de Nederlander Adrie van der Poel net voor te blijven.

## Etappeoverzicht
| datum   | etappe  | route                                 | afstand                                                  | winnaar                                                  | gele trui                                                |
| ------- | ------- | ------------------------------------- | -------------------------------------------------------- | -------------------------------------------------------- | -------------------------------------------------------- |
| 2 juli  | Proloog | Bazel (ITT)                           | 7,4 km                                                   | Bernard Hinault                                          | Bernard Hinault                                          |
| 3 juli  | 1       | Möhlin - Möhlin                       | 207 km                                                   | Ludo Peeters                                             | Ludo Peeters                                             |
| 4 juli  | 2       | Bazel - Nancy                         | 246 km                                                   | Phil Anderson                                            | Phil Anderson                                            |
| 5 juli  | 3       | Nancy - Longwy                        | 134 km                                                   | Daniel Willems                                           | Phil Anderson                                            |
| 6 juli  | 4       | Beauraing - Moeskroen                 | 207 km                                                   | Gerrie Knetemann                                         | Phil Anderson                                            |
| 7 juli  | 5       | Orchies - Fontaine-au-Pire (TTT)      | etappe geannuleerd na een blokkade door fabriekarbeiders | etappe geannuleerd na een blokkade door fabriekarbeiders | etappe geannuleerd na een blokkade door fabriekarbeiders |
| 8 juli  | 6       | Rijsel - Rijsel                       | 233 km                                                   | Jan Raas                                                 | Phil Anderson                                            |
| 9 juli  | Rustdag | Rustdag                               | Rustdag                                                  | Rustdag                                                  | Rustdag                                                  |
| 10 juli | 7       | Cancale - Concarneau                  | 234,5 km                                                 | Pol Verschuere                                           | Phil Anderson                                            |
| 11 juli | 8       | Concarneau - Châteaulin               | 205 km                                                   | Frank Hoste                                              | Phil Anderson                                            |
| 12 juli | 9a      | Lorient - Plumelec (TTT)              | 69 km                                                    | TI-Raleigh                                               | Phil Anderson                                            |
|         | 9b      | Plumelec - Nantes                     | 138,5 km                                                 | Stefan Mutter                                            | Phil Anderson                                            |
| 13 juli | 10      | Saintes - Bordeaux                    | 148 km                                                   | Pierre-Raymond Villemiane                                | Phil Anderson                                            |
| 14 juli | 11      | Valence d’Agen - Valence d’Agen (ITT) | 57,3 km                                                  | Gerrie Knetemann                                         | Bernard Hinault                                          |
| 15 juli | 12      | Fleurance - Pau                       | 249 km                                                   | Sean Kelly                                               | Bernard Hinault                                          |
| 16 juli | 13      | Pau - Saint-Lary-Soulan               | 122 km                                                   | Beat Breu                                                | Bernard Hinault                                          |
| 17 juli | Rustdag | Rustdag                               | Rustdag                                                  | Rustdag                                                  | Rustdag                                                  |
| 18 juli | 14      | Martigues - Martigues (ITT)           | 32,5 km                                                  | Bernard Hinault                                          | Bernard Hinault                                          |
| 19 juli | 15      | Manosque - Orcières-Merlette          | 208 km                                                   | Pascal Simon                                             | Bernard Hinault                                          |
| 20 juli | 16      | Orcières - l'Alpe d'Huez              | 231 km                                                   | Beat Breu                                                | Bernard Hinault                                          |
| 21 juli | 17      | Bourg d'Oisans - Morzine              | 251 km                                                   | Peter Winnen                                             | Bernard Hinault                                          |
| 22 juli | 18      | Morzine - Saint-Priest                | 233 km                                                   | Adri van Houwelingen                                     | Bernard Hinault                                          |
| 23 juli | 19      | Saint-Priest - Saint-Priest (ITT)     | 48 km                                                    | Bernard Hinault                                          | Bernard Hinault                                          |
| 24 juli | 20      | Sens - Aulnay-sous-Bois               | 161 km                                                   | Daniel Willems                                           | Bernard Hinault                                          |
| 25 juli | 21      | Fontenay-sous-Bois - Parijs           | 186 km                                                   | Bernard Hinault                                          | Bernard Hinault                                          |

## Eindklassementen

### Algemeen klassement
| rang | naam                 | ploeg            | tijd      |
| ---- | -------------------- | ---------------- | --------- |
|      | Bernard Hinault      | Renault-Elf      | 92u 8'46" |
| 2    | Joop Zoetemelk       | Coop-Mercier     | + 6'21"   |
| 3    | Johan van der Velde  | TI-Raleigh       | + 8'59"   |
| 4    | Peter Winnen         | Capri Sonne      | + 9'24"   |
| 5    | Phil Anderson        | Peugeot          | + 12'16"  |
| 6    | Beat Breu            | Cilo-Aufina      | + 13'21"  |
| 7    | Daniel Willems       | Sunair-Conalgo   | + 15'33"  |
| 8    | Raymond Martin       | Coop-Mercier     | + 15'35"  |
| 9    | Hennie Kuiper        | DAF Trucks       | + 17'01"  |
| 10   | Alberto Fernández    | Teka             | + 17'19"  |
| 11   | Robert Alban         | La Redoute       | + 17'21"  |
| 12   | Bernard Vallet       | La Redoute       | + 19'52"  |
| 13   | Jean-René Bernaudeau | Peugeot          | + 20'02"  |
| 14   | Sven-Åke Nilsson     | Wolber-Spidel    | + 25'11"  |
| 15   | Sean Kelly           | Sem-France Loire | + 27'17"  |
| 16   | Charly Bérard        | Renault-Elf      | + 31'35"  |
| 17   | Kim Andersen         | Coop-Mercier     | + 31'57"  |
| 18   | Jacques Michaud      | Coop-Mercier     | + 32'21"  |
| 19   | Theo de Rooij        | Capri Sonne      | + 32'37"  |
| 20   | Pascal Simon         | Peugeot          | + 34'22"  |

Rode lantaarn:
| 125 | Werner Devos | Sunair-Conalgo | + 3u 04'44" |

### Puntenklassement
| rang | naam            | ploeg            | punten |
| ---- | --------------- | ---------------- | ------ |
|      | Sean Kelly      | Sem-France Loire | 429    |
| 2    | Bernard Hinault | Renault-Elf      | 152    |
| 3    | Phil Anderson   | Peugeot          | 149    |

### Bergklassement
| rang | naam                 | ploeg       | punten |
| ---- | -------------------- | ----------- | ------ |
|      | Bernard Vallet       | La Redoute  | 278    |
| 2    | Jean-René Bernaudeau | Peugeot     | 237    |
| 3    | Beat Breu            | Cilo-Aufina | 205    |

### Jongerenklassement
| rang | naam          | ploeg        | tijd       |
| ---- | ------------- | ------------ | ---------- |
|      | Phil Anderson | Peugeot      | 92u 21'02" |
| 2    | Kim Andersen  | Coop-Mercier | + 19'41"   |
| 3    | Marc Madiot   | Renault-Elf  | + 37'12"   |

### Ploegenklassement
| rang | ploeg        | ploegleider              | tijd |
| ---- | ------------ | ------------------------ | ---- |
| 1    | Coop-Mercier | Jean-Pierre Danguillaume |      |
| 2    | Renault-Elf  | Cyrille Guimard          |      |
| 3    | Peugeot      | Maurice De Muer          |      |

## Bijzonderheden
- De 35-jarige Joop Zoetemelk legde voor de zesde keer in twaalf deelnames beslag op de tweede plaats in het eindklassement van de Ronde. Eén keer werd hij eerste (in 1980), drie keer werd hij vierde.
- De Zwitserse renner Jean-Marie Grezet van de ploeg Cilo-Aufina trok zich vlak voor de start van de proloog terug, waardoor er geen tijd meer was hem te vervangen.

 winnaars gele trui · 
 puntenklassement · 
 bergklassement · 
 jongerenklassement · 
 tussensprintklassement · 
 combinatieklassement · 
 ploegenklassement · 
 strijdlust · 
rode lantaarn
records · meeste deelnames · ranglijst etappewinnaars · bekende beklimmingen · valpartijen · dopinggevallen · Grand Départ · Souvenir Henri Desgrange
1903 · 
1904 · 
1905 · 
1906 · 
1907 · 
1908 · 
1909 · 
1910 · 
1911 · 
1912 · 
1913 · 
1914 ·
1915 ·
1916 ·
1917 ·
1918 · 
1919 · 
1920 · 
1921 · 
1922 · 
1923 · 
1924 · 
1925 · 
1926 · 
1927 · 
1928 · 
1929 · 
1930 · 
1931 · 
1932 · 
1933 · 
1934 · 
1935 · 
1936 · 
1937 · 
1938 · 
1939 · 
1940 ·
1941 ·
1942 ·
1943 ·
1944 ·
1945 ·
1946 ·
1947 · 
1948 · 
1949 · 
1950 · 
1951 · 
1952 · 
1953 · 
1954 · 
1955 · 
1956 · 
1957 · 
1958 · 
1959 · 
1960 · 
1961 · 
1962 · 
1963 · 
1964 · 
1965 · 
1966 · 
1967 · 
1968 · 
1969 · 
1970 · 
1971 · 
1972 · 
1973 · 
1974 · 
1975 · 
1976 · 
1977 · 
1978 · 
1979 · 
1980 · 
1981 · 
1982 · 
1983 · 
1984 · 
1985 · 
1986 · 
1987 · 
1988 · 
1989 · 
1990 · 
1991 · 
1992 · 
1993 · 
1994 · 
1995 · 
1996 · 
1997 · 
1998 · 
1999 · 
2000 · 
2001 · 
2002 · 
2003 · 
2004 · 
2005 · 
2006 · 
2007 · 
2008 · 
2009 · 
2010 · 
2011 · 
2012 · 
2013 · 
2014 · 
2015 · 
2016 · 
2017 · 
2018 · 
2019 ·
2020 · 
2021 · 
2022 · 
2023 · 
2024 · 
2025